# Saint-Groux
Saint-Groux är en kommun i departementet Charente i regionen Nouvelle-Aquitaine i västra Frankrike. Kommunen ligger i kantonen Mansle som ligger i arrondissementet Confolens. År 2022 hade Saint-Groux 130 invånare.

## Befolkningsutveckling
Antalet invånare i kommunen Saint-Groux
Referens:INSEE